# Francesco Boncompagni Ludovisi
Il principe Francesco Boncompagni Ludovisi (Foligno, 20 ottobre 1886 – Roma, 7 giugno 1955) è stato un politico e nobile italiano, deputato e poi senatore del Regno nonché governatore di Roma e sottosegretario di Stato al Ministero delle finanze.

## Biografia
Nacque a villa La Quiete, Foligno, come figlio del principe Ugo Boncompagni Ludovisi e della seconda moglie di quest'ultimo, la baronessa Laura Altieri. Dai genitori ereditò diversi titoli nobiliari: principe e nobile romano, principe di Piombino, principe del Sacro Romano Impero, duca di Monterotondo, Sora ed Arce, marchese di Populonia e Vignola, conte di Conza, patrizio veneto, napoletano, di Bologna, di Ravenna e di Orvieto, nobile di Jesi, Rieti e Foligno.
Frequentò il liceo classico a Roma e poi si iscrisse alla facoltà di giurisprudenza dell'Università degli Studi di Roma "La Sapienza", laureandosi nel 1910. Nel 1908 sposò Nicoletta Prinetti Castelletti, figlia del conte Guglielmo Prinetti Castelletti, ed ebbero quattro figli: Laura, Gregorio, Giulia e Alberico.
Prese parte alla prima guerra mondiale e militò sotto il comando del generale Alberico Albricci, di stanza a Bligny, nel dipartimento francese della Marna. Ricevette anche la medaglia d'argento al valor militare.

### Carriera politica
Nel 1919 si candidò nelle file del Partito Popolare Italiano venendo eletto alla Camera dei deputati nella XXV legislatura. Fu rieletto anche nella XXVI e nella XXVII legislatura. Durante i suoi mandati si concentrò principalmente su tematiche riguardanti l'agricoltura, l'istruzione, il trasporto pubblico e la tutela dei veterani e delle loro famiglie. Si mise in luce per aver votato la fiducia al governo Facta II, in contrapposizione con la linea adottata dai popolari, affermando che Facta "non era riuscito a sopprimere il fascismo non per debolezza propria, ma perché non era stato sostenuto adeguatamente dalla maggioranza parlamentare".
Successivamente lasciò il Partito Popolare e si iscrisse prima all'Associazione Nazionalista Italiana e poi al Partito Nazionale Fascista. Nel febbraio 1923 sostituì il senatore Carlo Santucci alla guida del Banco di Roma, carica che mantenne fino al 1927 quando fu nominato Sottosegretario di Stato al Ministero delle finanze nel governo Mussolini. Rimase in carica per poco meno di un anno, avendo dovuto rassegnare le dimissioni dopo la nomina a governatore di Roma, in sostituzione del principe Ludovico Spada Veralli Potenziani. Pochi mesi dopo fu nominato dal re Senatore del Regno, in quanto deputato in carica da più di sei anni.
(Francesco Boncompagni Ludovisi riferendosi al suo predecessore alla guida del governatorato di Roma, Ludovico Spada Veralli Potenziani)

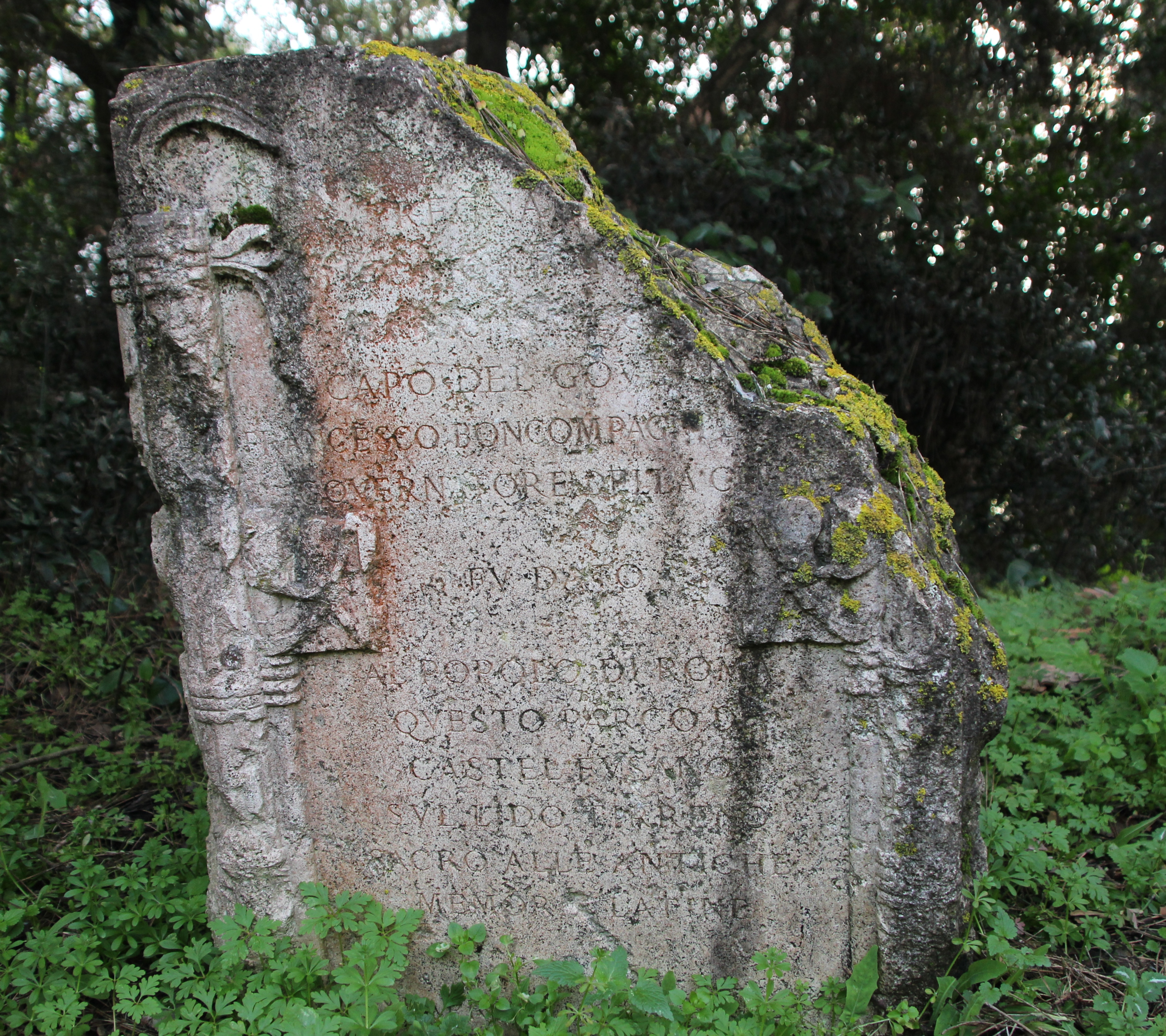
La stele commemorativa dell'inaugurazione del Parco urbano Pineta di Castel Fusano

Sotto il suo mandato di governatore furono portati a termine e inaugurate le due grandi arterie stradali iniziate dai suoi predecessori, ossia la via del Mare e la via dell'Impero, mentre nel 1930 si fece promotore della riforma tranviaria che stravolse l'intera rete automobilistica, filoviaria e tranviaria gestita dalla municipalizzata ATAG. Sempre durante il suo governatorato furono aperti il Museo napoleonico e il Parco urbano Pineta di Castel Fusano mentre nel centro storico si portò a compimento l'isolamento delle aree del Campidoglio e di Castel Sant'Angelo. Fu inoltre un ardito sostenitore della "soluzione patrizia" alla questione romana, contribuendo attivamente alla stipula dei Patti Lateranensi del 1929.
Si dimise nel 1935, dopo sei anni di governo della città, e fu descritto dal suo successore, Giuseppe Bottai come: "Strumento fedele della grande opera di ricostruzione dell'Urbe disegnata dal Duce". Poco tempo dopo ricevette anche il titolo onorifico di Ministro di Stato.
Nel 1944 fu deferito all'Alta corte di giustizia per le sanzioni contro il fascismo, che ne dispose la decadenza dalla carica di senatore, revocata nel 1946 in seguito all'accoglimento del ricorso presentato da Boncompagni Ludovisi. Scelse in ogni caso di ritirarsi a vita privata e morì il 7 giugno 1955.

## Ascendenza
|                                                            |                                             |                                                      | Genitori                                                         |  |  | Nonni |  |  | Bisnonni                                                  |  |  | Trisnonni                                                 |  |
|                                                            |                                             |                                                      |                                                                  |  |  |       |  |  | 8. Antonio Boncompagni Ludovisi, VII principe di Piombino |  |  | 16. Luigi I Boncompagni Ludovisi, VI principe di Piombino |  |
|                                                            |                                             |                                                      |                                                                  |  |  |       |  |  | 8. Antonio Boncompagni Ludovisi, VII principe di Piombino |  |  | 16. Luigi I Boncompagni Ludovisi, VI principe di Piombino |  |
|                                                            |                                             | 17. Maddalena Odescalchi                             |                                                                  |  |  |       |  |  | 8. Antonio Boncompagni Ludovisi, VII principe di Piombino |  |  |                                                           |  |
| 4. Rodolfo Boncompagni Ludovisi, VIII principe di Piombino |                                             |                                                      |                                                                  |  |  |       |  |  | 8. Antonio Boncompagni Ludovisi, VII principe di Piombino |  |  |                                                           |  |
|                                                            |                                             | 9. Guglielmina Massimo                               | 18. Francesco Massimo, I duca di Rignano e Calcata               |  |  |       |  |  |                                                           |  |  |                                                           |  |
|                                                            |                                             | 9. Guglielmina Massimo                               | 18. Francesco Massimo, I duca di Rignano e Calcata               |  |  |       |  |  |                                                           |  |  |                                                           |  |
|                                                            |                                             | 9. Guglielmina Massimo                               | 19. Carolina Lante Montefeltro della Rovere                      |  |  |       |  |  |                                                           |  |  |                                                           |  |
| 2. Ugo Boncompagni Ludovisi, duca di Sora                  |                                             | 9. Guglielmina Massimo                               |                                                                  |  |  |       |  |  |                                                           |  |  |                                                           |  |
|                                                            |                                             | 10. Marcantonio V Borghese, VIII principe di Sulmona | 20. Francesco Borghese, VII principe di Sulmona                  |  |  |       |  |  |                                                           |  |  |                                                           |  |
|                                                            |                                             | 10. Marcantonio V Borghese, VIII principe di Sulmona | 20. Francesco Borghese, VII principe di Sulmona                  |  |  |       |  |  |                                                           |  |  |                                                           |  |
|                                                            |                                             | 10. Marcantonio V Borghese, VIII principe di Sulmona | 21. Adele de La Rochefoucauld                                    |  |  |       |  |  |                                                           |  |  |                                                           |  |
| 5. Agnese Borghese                                         |                                             | 10. Marcantonio V Borghese, VIII principe di Sulmona |                                                                  |  |  |       |  |  |                                                           |  |  |                                                           |  |
|                                                            |                                             | 11. Gwendoline Talbot                                | 22. John Talbot, XVI conte di Shrewsbury                         |  |  |       |  |  |                                                           |  |  |                                                           |  |
|                                                            |                                             | 11. Gwendoline Talbot                                | 22. John Talbot, XVI conte di Shrewsbury                         |  |  |       |  |  |                                                           |  |  |                                                           |  |
|                                                            |                                             | 11. Gwendoline Talbot                                | 23. Mary Therese Talbot                                          |  |  |       |  |  |                                                           |  |  |                                                           |  |
| 1. Francesco Boncompagni Ludovisi, IX principe di Piombino |                                             | 11. Gwendoline Talbot                                |                                                                  |  |  |       |  |  |                                                           |  |  |                                                           |  |
|                                                            | 12. Clemente Altieri, VI principe di Oriolo | 24. Paluzzo Altieri, V principe di Oriolo            |                                                                  |  |  |       |  |  |                                                           |  |  |                                                           |  |
|                                                            | 12. Clemente Altieri, VI principe di Oriolo | 24. Paluzzo Altieri, V principe di Oriolo            |                                                                  |  |  |       |  |  |                                                           |  |  |                                                           |  |
|                                                            | 12. Clemente Altieri, VI principe di Oriolo | 25. Maria Anna von Sachsen                           |                                                                  |  |  |       |  |  |                                                           |  |  |                                                           |  |
| 6. Emilio Altieri, VII principe di Oriolo                  | 12. Clemente Altieri, VI principe di Oriolo |                                                      |                                                                  |  |  |       |  |  |                                                           |  |  |                                                           |  |
|                                                            |                                             | 13. Vittoria Boncompagni Ludovisi                    | 26. Luigi I Boncompagni Ludovisi, VI principe di Piombino (= 16) |  |  |       |  |  |                                                           |  |  |                                                           |  |
|                                                            |                                             | 13. Vittoria Boncompagni Ludovisi                    | 26. Luigi I Boncompagni Ludovisi, VI principe di Piombino (= 16) |  |  |       |  |  |                                                           |  |  |                                                           |  |
|                                                            |                                             | 13. Vittoria Boncompagni Ludovisi                    | 27. Maddalena Odescalchi (= 17)                                  |  |  |       |  |  |                                                           |  |  |                                                           |  |
| 3. Laura Altieri                                           |                                             | 13. Vittoria Boncompagni Ludovisi                    |                                                                  |  |  |       |  |  |                                                           |  |  |                                                           |  |
|                                                            |                                             | 14. Giuseppe Archinto, VII marchese di Parona        | 28. Luigi Archinto                                               |  |  |       |  |  |                                                           |  |  |                                                           |  |
|                                                            |                                             | 14. Giuseppe Archinto, VII marchese di Parona        | 28. Luigi Archinto                                               |  |  |       |  |  |                                                           |  |  |                                                           |  |
|                                                            |                                             | 14. Giuseppe Archinto, VII marchese di Parona        | 29. Marianna Manfredi                                            |  |  |       |  |  |                                                           |  |  |                                                           |  |
| 7. Beatrice Archinto                                       |                                             | 14. Giuseppe Archinto, VII marchese di Parona        |                                                                  |  |  |       |  |  |                                                           |  |  |                                                           |  |
|                                                            |                                             | 15. Maria Cristina Trivulzio                         | 30. Gian Giacomo Trivulzio, VI marchese di Sesto Ulteriano       |  |  |       |  |  |                                                           |  |  |                                                           |  |
|                                                            |                                             | 15. Maria Cristina Trivulzio                         | 30. Gian Giacomo Trivulzio, VI marchese di Sesto Ulteriano       |  |  |       |  |  |                                                           |  |  |                                                           |  |
|                                                            |                                             | 15. Maria Cristina Trivulzio                         | 31. Beatrice Serbelloni                                          |  |  |       |  |  |                                                           |  |  |                                                           |  |
|                                                            |                                             | 15. Maria Cristina Trivulzio                         |                                                                  |  |  |       |  |  |                                                           |  |  |                                                           |  |